# Das Experiment – Wo ist dein Limit?
Das Experiment ist eine Doku-Soap vom SRF. Ab dem 7. Mai 2013 wurden sechs Staffeln mit jeweils acht bis neun Episoden auf dem Sender SRF zwei ausgestrahlt.
Für die Sendung tauschen jeweils acht bis zehn Kandidaten ihre sichere Umgebung gegen die freie Natur, wo sie während mehreren Tagen ohne Hilfsmittel, Essen und Trinken überleben müssen. Moderiert wird Das Experiment von der Bündnerin Annina Campell. Die Sendungen werden jeweils durch ein zweiköpfiges Expertenteam begleitet.